# Silvana Pampanini
Silvana Pampanini, född 25 september 1925 i Rom, död 6 januari 2016 i Rom, var en italiensk skådespelerska. Pampanini var tillsammans med Sophia Loren en av Italiens stora filmstjärnor i slutet av 1950-talet.